# Moi, Caravage

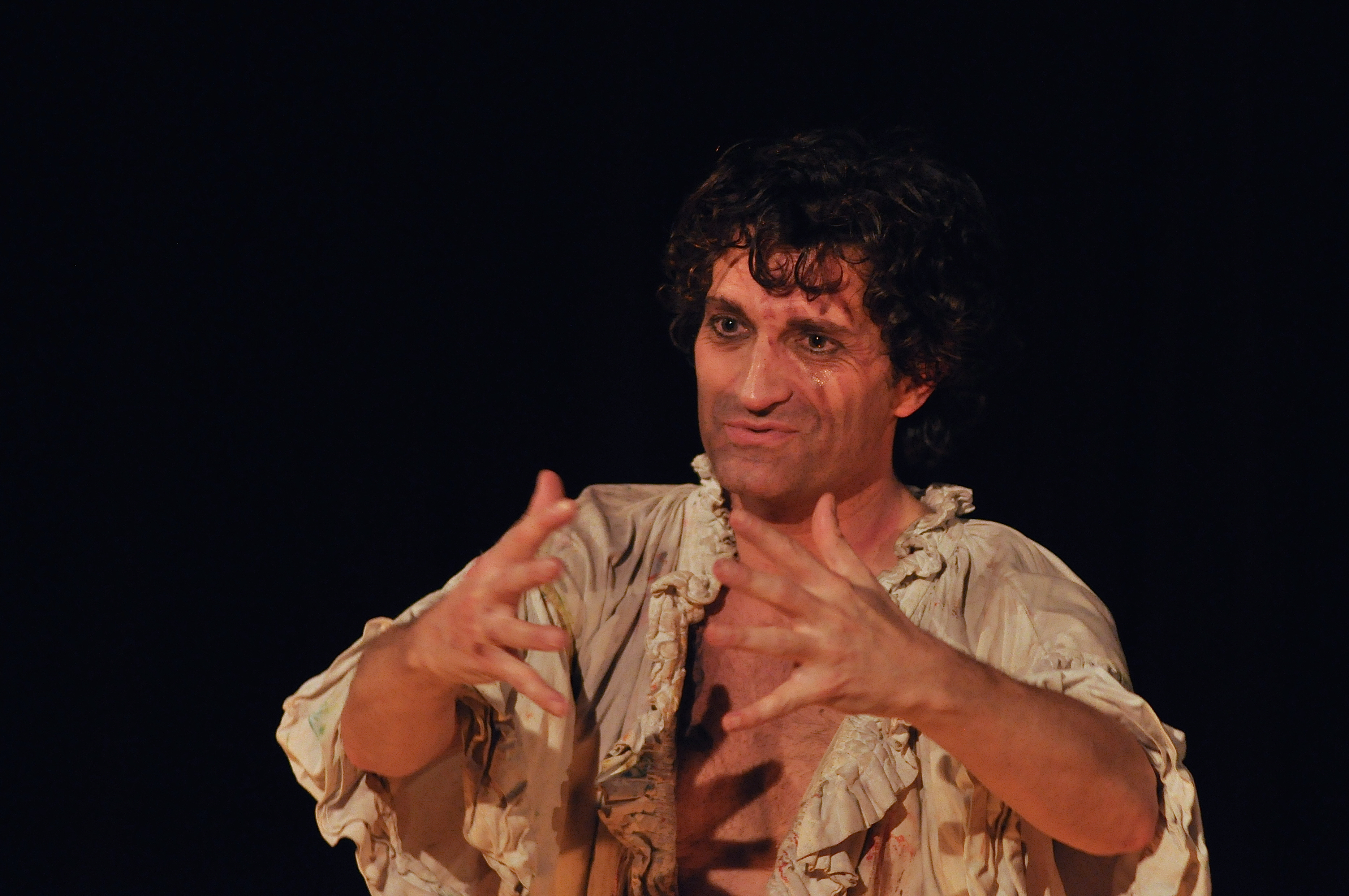
Cesare Capitani interprétant Moi, Caravage.

Moi, Caravage est une pièce de théâtre, adaptée du roman La Course à l'abîme de Dominique Fernandez, écrite et interprétée par le comédien Cesare Capitani et mise en scène par Stanislas Grassian en 2010.

## Histoire
Moi, Caravage est créé le 18 juillet 2010 en Avignon au Théâtre des Amants, jour du 400e anniversaire de la mort du Caravage. La pièce est jouée plus de cinq cents fois en France, puis en Italie dans les deux langues,.

## Personnages
- Caravage

## Éditions
- Moi, Caravage, Paris, éditions Naïve, coll. « Scènes Naïve », 2012  (ISBN 978-2-916724-83-6)
- Moi, Caravage (nouvelle version), Paris, éditions TriArtis, coll. « Sur la scène de Triartis », 2017  (ISBN 978-2-35021-298-2)